# Mixa (Baja Navarra)

Escudo de Navarra

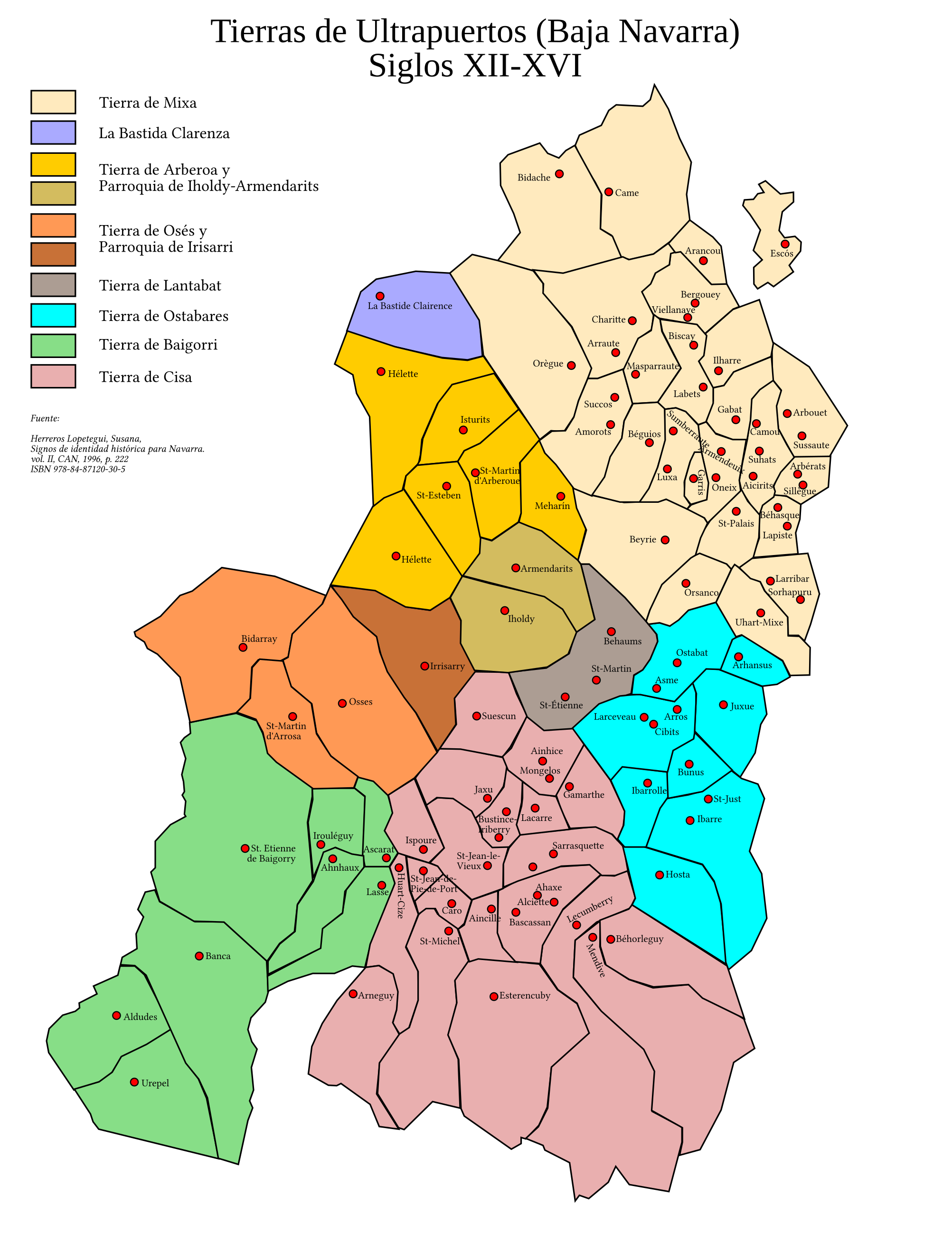
Tierras de Ultrapuertos (Baja Navarra) durante los siglos XII-XVI

La tierra o país de Mixa (en euskera: Amikuze) es una comarca histórica dentro de las Tierras de Ultrapuertos ahora conocidas como la Baja Navarra, Francia. Es una de las provincias del País Vasco francés, en el departamento de Pirineos Atlánticos.

## Geografía

### Límites
- Al oeste: el vecino valle de Arberoa.
- Al norte: el principado de Bidache y el ducado de Agramont.
- Al este: el Lauhire y el Sola
- Al sur, otro valle de Basse-Navarra, el Ostabarret y aún más lejos el país de Cisa alrededor de San Juan de Pie de Puerto.

### Paisaje
Los pueblos empiezan a ser similares a los vecinos pueblos bearneses situados al otro lado del Gave d'Oloron. El valle superior de Bidouze es una tierra agrícola de fuertes colinas y espesos bosques. Abundan en ellas los campos de maíz y ganado vacuno pirenaico.

## Historia
El territorio de Mixa, adscrito a la corona de Navarra a finales del XII, entonces comprendía una treintena de aldeas y parroquias y cerca de 600 casas antiguas, incluida una décima parte de casas nobles (incluidas las familias a menudo rivales de Agramont y Luxa-Beaumont).
Se dividió en tres Mandas, con asiento en las Cortes de Navarra:
Manda de Ultra la Bidosa
en la frontera de Bearne y Sola, incluía los pueblos y parroquias de Aïcirits, Arbérats, Béhasque, Camou, Larribar, Lapiste, Saint-Palais, Sillègue, Sorharpur, Suhast, Sussaute y Uhart;
Manda de Barohart
limitando con el interior de la Baja Navarra, la circunscripción incluía los pueblos y parroquias de Amendeuix, Beyrie, Gabat, Garris, Ilharre, Luxe, Oneix, Orsanco y Sumberraute;
Manda de Ahetza
el más occidental de los tres, en dirección a Bidache y al valle de Arberoue, este mande reunía las parroquias y pueblos de Amorots, Arraute, Béguios, Vizcaya, Charritte, Labets, Masparraute, Orègue y Succos.
En Mixa la situación siempre fue tensa durante la Edad Media. Con base en Luxe-Sumberraute y Garris (cerca de Saint-Palais), fue tierra donde se forjó la rivalidad que afectó a todo el reino entre los Luxa-Beaumont contra los Agramont, con el trasfondo de la Guerra de los Cien Años que implicó los intereses de todos los señoríos colindantes. 
Mixa es rico pero sólo puede exportar sus productos a través del Valle del Adur, dominio de Agramont.
Armand, vizconde de Belsunce, fue baíle de Mixa en 1738.

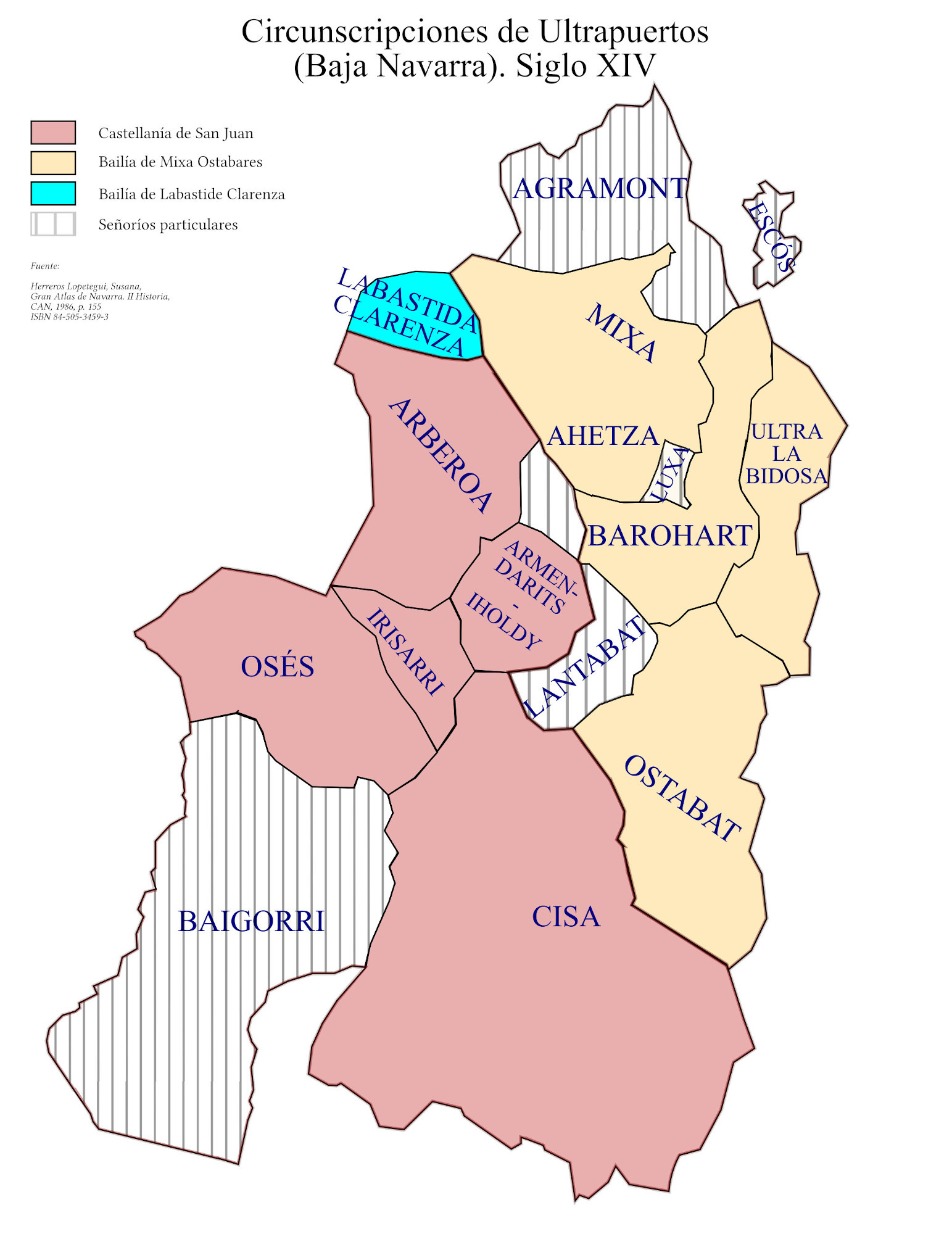
Circunscripciones de Tierras de Ultrapuertos (Baja Navarra) - Siglo XIV

### Localidades
La relación de municipios y localidades que conforman esta demarcación territorial es:
- Aïcirits-Camou-Suhast
- Amendeuix-Oneix
- Amorots-Succos
- Arbérats-Sillègue
- Arbouet-Sussaute
- Arraute-Charritte
- Béguios
- Béhasque-Lapiste
- Beyrie-sur-Joyeuse
- Gabat
- Garris(La capitale)
- Ilharre
- Labets-Biscay
- Larribar-Sorhapuru
- Luxe-Sumberraute
- Masparraute
- Orègue
- Orsanco
- Saint-Palais.
- Uhart-Mixe

### Tierras de Ultrapuertos
- Agramont
- Labastide-Clarence
- Cisa
- Arberoa
- Baigorry
- Lantabat
- Ostabarets